# Louis S. Hegedus
Louis Stevenson Hegedus (* 1943 in Cleveland, Ohio) ist ein US-amerikanischer Chemiker und emeritierter Hochschullehrer.

## Leben
Lou Hegedus wuchs im ländlichen Ohio auf. Er studierte Chemie an der Pennsylvania State University mit Bachelor-Abschluss und wurde an der Harvard University bei Elias J. Corey mit einer Arbeit über synthetische Anwendungen von Organonickelverbindungen promoviert. Nach einem Jahr als Post-Doc bei James P. Collman an der Stanford University und einem Gastaufenthalt bei Björn Åkermark an der Königlichen Technischen Hochschule in Stockholm ging er an die Colorado State University in Fort Collins. Dort wurde er 2004 als Distinguished Professor geehrt.

## Arbeitsgebiete
Sein Arbeitsgebiet sind vielfältige synthetische Anwendungen metallorganischer Verbindungen, hier beispielsweise von Chrom-, Nickel-, Rhodium- und Palladiumverbindungen.
Die von ihm entdeckte Hegedus-Indolsythese für substituierte Indole aus o-Allylanilinen unter Pd(II)-Katalyse trägt seinen Namen.

## Publikationen
- Liste der Publikationen von Louis S. Hegedus